# ホランス・ディープ川

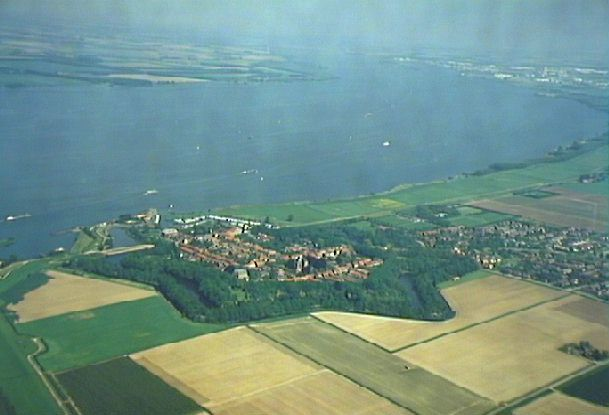
Willemstadの城郭とホランス・ディープ川

ホランス・ディープ川（ホランス・ディープがわ、蘭：Hollandsch Diep）は、オランダを流れる川で、ライン川とマース川がライン・マース・スヘルデ三角州に流れ込んで分岐した川の一つである。
ドルトレヒト市街地の南でニューウェ・メルウェデ川（ライン川起源）とアメル川（マース川起源）が合流してホランス・ディープ川となり、ハーリングフリート川とフォルケラク川に2分岐する地点までの21kmがホランス・ディープ川である。
ホランス・ディープ川はヘラサギ、カオジロガン、バーベル、タイセイヨウサケなどの繁殖地または生息地であり、2000年にラムサール条約登録地となった。
ホランス・ディープ川本流の経路
ライン川 > ワール川 > ボーフェン・メルウェデ川 > ニューウェ・メルウェデ川 > ホランス・ディープ川 > ハーリングフリート川・フォルケラク川 > 北海
マース川 > ベルフセ・マース川 > アメル川 > ホランス・ディープ川 > ハーリングフリート川・フォルケラク川 > 北海

## 関連項目

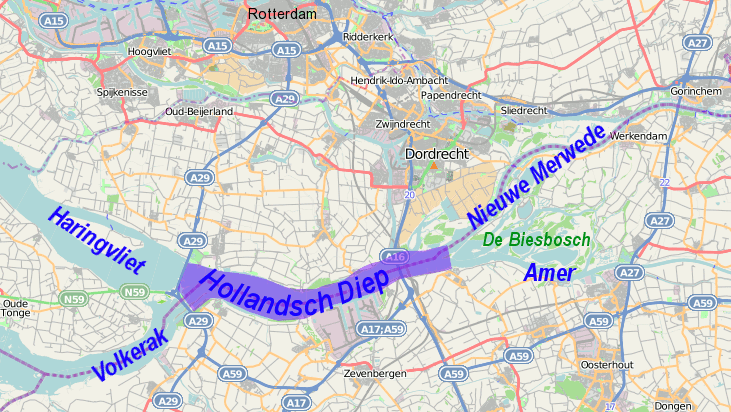
ホランス・ディープ川周辺図 （Openstreetmap.orgより）

## 流域の自治体・都市
オランダ
南ホラント州：ドルトレヒト
北ブラバント州